# Listă de regizori de film - Y
|  | Liste alfabetice de regizori de film A - B - C - D - E - F - G - H - I - J - K - L - M - N - O - P - Q - R - S - T - U - V - W - X - Y - Z |

| - Boaz Yakin - Peter Yates (*1929) | - Bud Yorkin - Yamada Youji | - Brian Yuzna |

### Vedeți și
- Listă de actori - Y
- Listă de actrițe - Y